# Dicraeanthus
Dicraeanthus là một chi thực vật có hoa trong họ Podostemaceae.

## Loài
Chi Dicraeanthus gồm các loài: